# Forestijera
Forestijera (lat. Forestiera), biljni rod iz porodice maslinovki. Sastoji se od 22 vrste iz Amerike (JI i JZ SAD, Meksiko, Kostarika, Ekvador i Karibi)
Rod je opisan u Encyclopédie Méthodique. Botanique ... Supplément 1(1): 312. 1810..

## Opis
Drveće i grmovi, listopadni ili rijetko vazdazeleni; listovi nasuprotni jednostavni, cjeloviti ili nazubljeni, s kratkim peteljkama. Biljke uglavnom dvodomne. Cvatovi pazušni. Plod 1–sjemena (rjeđe) 2–sjemena crna ili tamnoplava koštunica.

## Vrste
1. Forestiera acuminata (Michx.) Poir.
2. Forestiera angustifolia Torr.
3. Forestiera cartaginensis Donn.Sm.
4. Forestiera corollata Cornejo & Wallander
5. Forestiera durangensis Standl.
6. Forestiera ecuadorensis Cornejo & Bonifaz
7. Forestiera eggersiana Krug
8. Forestiera godfreyi L.C.Anderson
9. Forestiera isabeliae Hammel & Cornejo
10. Forestiera ligustrina (Michx.) Poir.
11. Forestiera macrocarpa Brandegee
12. Forestiera phillyreoides (Benth.) Torr.
13. Forestiera pubescens Nutt.
14. Forestiera racemosa S.Watson
15. Forestiera reticulata Torr.
16. Forestiera rhamnifolia Griseb.
17. Forestiera rotundifolia (Brandegee) Standl.
18. Forestiera segregata (Jacq.) Krug & Urb.
19. Forestiera selleana Urb. & Ekman
20. Forestiera shrevei Standl.
21. Forestiera tomentosa S.Watson
22. Forestiera veracruzana Cast.-Campos & Pal.-Wass.